# Kroppenstedt
Kroppenstedt è un comune tedesco di 1 397 abitanti situato nel land della Sassonia-Anhalt.